# Mucope
Mucope é uma vila e comuna angolana no município de Ombadija na província do Cunene.